# Jezioro zapadliskowe
Jezioro zapadliskowe – rodzaj jeziora tektonicznego powstałego w rowie tektonicznym lub zapadlisku. Charakteryzuje się słabym rozwinięciem linii brzegowej, znaczną głębokością i nierównym dnem.